# Lista de crateras em Marte: A-G

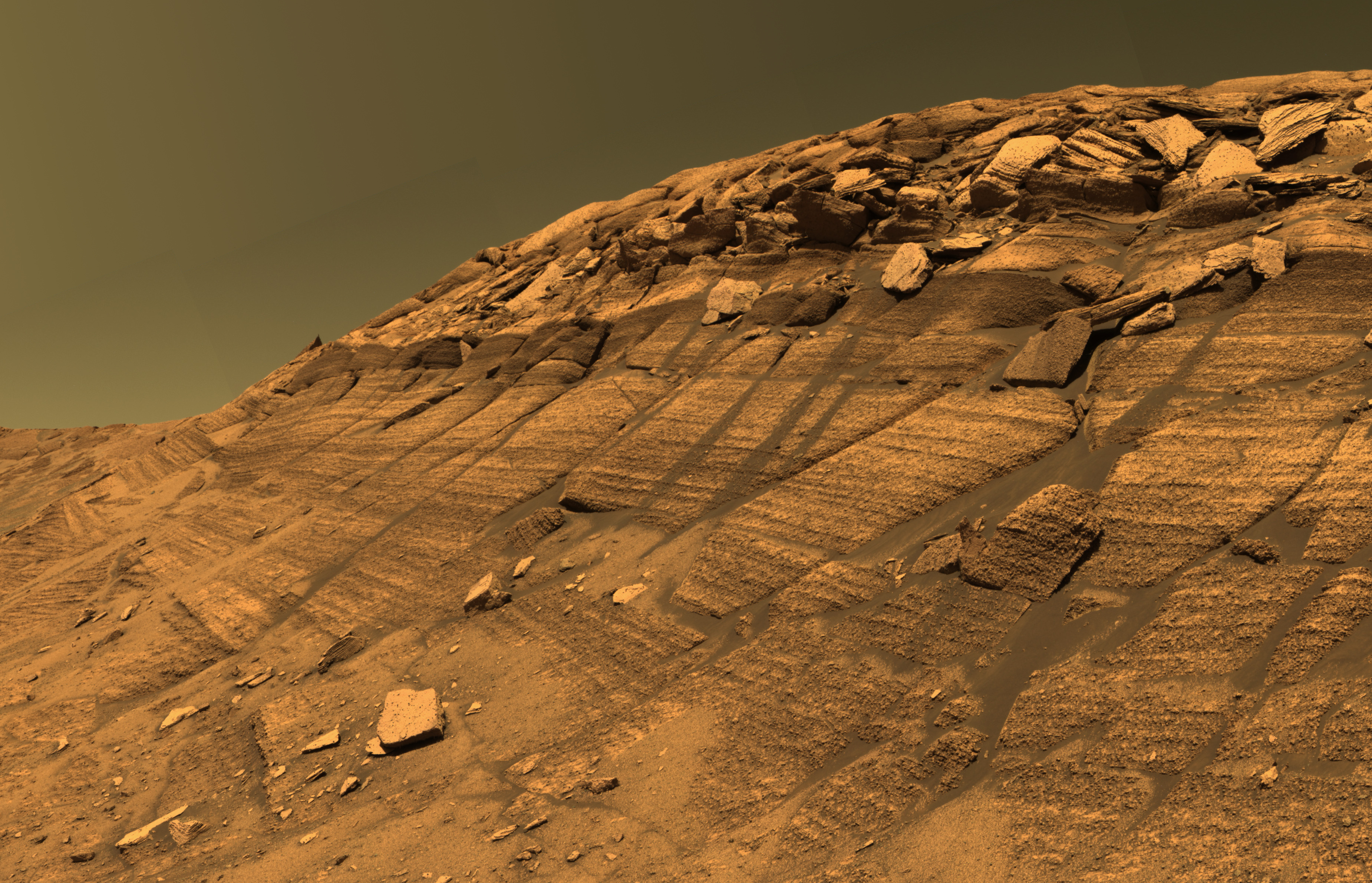
Imagens do rover Opportunity (MER-B) de Burns Cliff, dentro da cratera Endurance em 2004 (NASA).

Há centenas de milhares de crateras em Marte maiores que 1 km, mas apenas cerca de 1000 possuem nomes. Os nomes são designados pela União Astronômica Internacional após a petição de cientistas relevantes, e as crateras só podem receber o nome de pessoas já falecidas. Em geral, apenas crateras que são de interesse significativo para fins de pesquisa recebem um nome. Segue abaixo uma lista de crateras marcianas nomeadas. Crateras marcianas recebem seus nomes em referência a cientistas famosos ou autores de ficção científica, ou, se menores que 60 km em diâmetro, em referência a cidades na Terra. Latitude e longitude são dadas como coordenadas planetográficas com longitude oeste. Como, mesmo assim existem muitas crateras marcianas nomeadas, para a lista não ficar muito grande, aqui está a lista de crateras marcianas nomeadas começando de "A-G" (Ver também: H-N e O-Z).

## A
| Cratera        | Coordenadas         | Diâmetro (km) | Data de aprovação      | Nomeado após                                             |
| -------------- | ------------------- | ------------- | ---------------------- | -------------------------------------------------------- |
| Aban           | 16,1° N, 111° L     | 4.2           | 1988                   | Nome de uma localidade da Rússia                         |
| Achar          | 45,8° N, 123,1° L   | 5.5           | 1979                   | Nome de uma localidade do Uruguai                        |
| Ada            | 3° S, 356,8° L      | 1.0           | 2006                   | Ada, cidade do Oklahoma (Estados Unidos)                 |
| Adams          | 31,1° N, 163° L     | 94.9          | 1973                   | Walter Sydney Adams                                      |
| Agassiz        | 70,1° S, 271° L     | 117.7         | 1973                   | Louis Agassiz                                            |
| Airy           | 5,1° S, 0,1° L      | 41.0          | 1973                   | George Biddell Airy                                      |
| Airy-0         | 5,1° S, 0° L        | 0.5           | 1973                   | George Biddell Airy                                      |
| Ajon           | 16,7° N, 103,1° L   | 8.4           | 1988                   | Nome de uma localidade da Rússia                         |
| Aki            | 35,8° S, 299,7° L   | 8.1           | 1979                   | Nome de uma localidade do Japão                          |
| Aktaj          | 20,6° N, 313,4° L   | 4.9           | 1988                   | Nome de uma localidade da Rússia                         |
| Alamos         | 23,48° N, 322,79° L | 6.3           | 14 de setembro de 2006 | Álamos, uma localidade do México                         |
| Albany         | 23,2° N, 310,9° L   | 2.0           | 1979                   | Albany, NY, Estados Unidos                               |
| Albi           | 41,8° S, 324,9° L   | 8.5           | 1976                   | Nome de uma localidade da França                         |
| Alexey Tolstoy | 47,8° S, 125,2° L   | 95.0          | 1982                   | Aleksei Tolstoi                                          |
| Alga           | 24,6° S, 333,3° L   | 19.2          | 1976                   | Nome de uma localidade do Casaquistão                    |
| Alitus         | 35,2° S, 321,8° L   | 50.0          | 1979                   | Nome de uma localidade da Lituânia                       |
| Amsterdam      | 23,2° N, 312,9° L   | 1.3           | 1979                   | Amesterdão, Holanda                                      |
| Angu           | 20,2° N, 105,6° L   | 1.8           | 1988                   | Nome de uma localidade da República Democrática do Congo |
| Aniak          | 32,2° S, 290,4° L   | 51.0          | 1979                   | Nome de uma localidade do Alasca (Estados Unidos)        |
| Annapolis      | 23,4° N, 312,2° L   | 0.4           | 1979                   | Annapolis, MD, Estados Unidos                            |
| Antoniadi      | 21,5° N, 60,8° L    | 394.0         | 1973                   | E. M. Antoniadi                                          |
| Apia           | 37,6° S, 88,9° L    | 10.5          | 1991                   | Nome de uma localidade da Samoa                          |
| Apt            | 40,2° N, 350,4° L   | 10.0          | 1976                   | Nome de uma localidade da França                         |
| Arago          | 10,2° N, 29,8° L    | 154.0         | 1973                   | François Arago                                           |
| Arandas        | 42,7° N, 344,9° L   | 25.1          | 1976                   | Nome de uma localidade do México                         |
| Argas          | 23,6° N, 309,7° L   | 3.7           | 1988                   | Nome de uma localidade da Rússia                         |
| Arica          | 24° S, 110,1° L     | 15.5          | 1991                   | Nome de uma localidade da Colômbia                       |
| Arkhangelsky   | 41,4° S, 335,2° L   | 125.0         | 1979                   | Andrey Arkhangelsky                                      |
| Arrhenius      | 40,3° S, 122,6° L   | 129.0         | 1973                   | Svante Arrhenius                                         |
| Arta           | 21,6° N, 305,6° L   | 4.0           | 1988                   | Nome de uma localidade da Rússia                         |
| Asimov         | 47° S, 4,95° L      | 85.0          | 2009                   | Isaac Asimov                                             |
| Aspen          | 21,6° S, 336,8° L   | 20.3          | 1976                   | Nome de uma localidade do Colorado (Estados Unidos)      |
| Avarua         | 35,9° S, 109,57° L  | 52.0          | 2010                   | Nome de uma localidade das Ilhas Cook                    |
| Aveiro         | 21,5° N, 280,9° L   | 9.5           | 1985                   | Aveiro, Portugal                                         |
| Avire          | 40,83° S, 200,1° L  | 6.54          | 2008                   | Nome de uma localidade de Vanuatu                        |
| Ayacucho       | 38,5° N, 267,8° L   | 2.5           | 1991                   | Nome de uma localidade da Bolívia                        |
| Ayr            | 39,3° S, 91,5° L    | 13.0          | 1991                   | Nome de uma localidade em Queensland, Austrália          |
| Azul           | 42,4° S, 317,4° L   | 19.7          | 1976                   | Nome de uma localidade da Argentina                      |
| Azusa          | 5,6° S, 319,6° L    | 41.1          | 1976                   | Nome de uma localidade na Califórnia, Estados Unidos     |

## B
| Cratera     | Coordenadas        | Diâmetro (km) | Data de aprovação      | Nomeado após                                             |
| ----------- | ------------------ | ------------- | ---------------------- | -------------------------------------------------------- |
| Babakin     | 36,4° S, 288,4° L  | 78.0          | 1985                   | Georgy Babakin                                           |
| Bacht       | 18,9° N, 102,6° L  | 8.0           | 1976                   | Nome de uma localidade do Usbequistão                    |
| Bacolor     | 33° N, 118,6° L    | 20.8          | 2006                   | Nome de uma localidade das Filipinas                     |
| Bada        | 20,5° N, 309,2° L  | 2.1           | 1988                   | Nome de uma localidade da Rússia                         |
| Bahn        | 3,5° S, 316,6° L   | 12.3          | 1976                   | Nome de uma localidade da Libéria                        |
| Bak         | 18,3° N, 103,7° L  | 3.2           | 1988                   | Nome de uma localidade da Hungria                        |
| Bakhuysen   | 23,3° S, 15,6° L   | 161.0         | 1973                   | Hendricus van de Sande Bakhuyzen                         |
| Balboa      | 3,9° S, 326° L     | 23.3          | 1976                   | Nome de uma localidade do Panamá                         |
| Baldet      | 23° N, 65,4° L     | 180.0         | 1973                   | Fernand Baldet                                           |
| Balta       | 24,1° S, 333,4° L  | 18.2          | 1976                   | Nome de uma localidade da Ucrânia                        |
| Baltisk     | 42,7° S, 305,3° L  | 52.0          | 1976                   | Nome de uma localidade da Rússia                         |
| Balvicar    | 16,4° N, 306,7° L  | 20.5          | 1988                   | Nome de uma localidade da Escócia, Reino Unido           |
| Bamba       | 3,4° S, 318,3° L   | 23.0          | 1976                   | Nome de uma localidade da República Democrática do Congo |
| Bamberg     | 40° N, 356,8° L    | 58.3          | 1976                   | Nome de uma localidade da Alemanha                       |
| Banff       | 17,7° N, 329,2° L  | 5.0           | 1976                   | Nome de uma localidade em Alberta, Canadá                |
| Banh        | 19,6° N, 304,4° L  | 15.0          | 1976                   | Nome de uma localidade da Burkina Faso                   |
| Bar         | 25,5° S, 340,5° L  | 1.9           | 1976                   | Nome de uma localidade da Ucrânia                        |
| Barabashov  | 47,7° N, 291,2° L  | 125.6         | 1973                   | Nikolai Pavlovich Barabashov                             |
| Barnard     | 61,4° S, 61,6° L   | 125.0         | 1973                   | Edward Emerson Barnard                                   |
| Baro        | 25° S, 110,6° L    | 16.7          | 1991                   | Nome de uma localidade da Nigéria                        |
| Barsukov    | 8° N, 330,9° L     | 71.7          | 2003                   | Valeri Barsukov                                          |
| Basin       | 18° N, 106,9° L    | 15.7          | 1976                   | Nome de uma localidade no Wyoming, Estados Unidos        |
| Batoka      | 7,7° S, 323,2° L   | 15.5          | 1976                   | Nome de uma localidade da Zâmbia                         |
| Batoş       | 21,7° N, 330,5° L  | 17.2          | 1976                   | Nome de uma localidade da Romênia                        |
| Baykonyr    | 46,7° N, 132,6° L  | 4.0           | 1979                   | Nome de uma localidade do Casaquistão                    |
| Bazas       | 28° S, 93,3° L     | 16.7          | 1991                   | Nome de uma localidade da França                         |
| Beagle      | 2° S, 354,5° L     | 0.04          | (informal)             | HMS Beagle                                               |
| Becquerel   | 22,3° N, 352° L    | 171.2         | 1973                   | Henri Becquerel                                          |
| Beer        | 14,6° S, 351,8° L  | 89.8          | 1973                   | Wilhelm Beer                                             |
| Beloha      | 39,5° S, 56,6° L   | 33.5          | 2006                   | Nome de uma localidade do Madagáscar                     |
| Beltra      | 18,2° N, 102,3° L  | 7.4           | 1988                   | Nome de uma localidade da Irlanda                        |
| Belz        | 21,8° N, 316,7° L  | 10.2          | 1976                   | Nome de uma localidade da Ucrânia                        |
| Bend        | 22,6° S, 332,2° L  | 3.6           | 1976                   | Nome de uma localidade de Oregon, Estados Unidos         |
| Bentham     | 56,1° S, 319,4° L  | 11.5          | 1991                   | Nome de uma localidade de Inglaterra, Reino Unido        |
| Bentong     | 22,5° S, 340,9° L  | 10.2          | 1976                   | Nome de uma localidade da Malásia                        |
| Bernard     | 23,6° S, 205,7° L  | 131.0         | 1985                   | P. Bernard                                               |
| Berseba     | 4,5° S, 322,3° L   | 37.5          | 1976                   | Nome de uma localidade da Namíbia                        |
| Beruri      | 5,28° N, 81,16° L  | 46.6          | 14 de setembro de 2006 | Nome de uma localidade do Brasil                         |
| Bhor        | 42,1° N, 134,4° L  | 6.0           | 1979                   | Nome de uma localidade da Índia                          |
| Bianchini   | 64,2° S, 264,6° L  | 76.0          | 1973                   | Francesco Bianchini                                      |
| Bigbee      | 25° S, 325,2° L    | 20.5          | 1976                   | Nome de uma localidade no Mississipi, Estados Unidos     |
| Bira        | 25,4° N, 314,4° L  | 2.9           | 1988                   | Nome de uma localidade da Rússia                         |
| Bise        | 20,4° N, 303,1° L  | 9.8           | 1976                   | Nome de uma localidade do Japão                          |
| Bison       | 26,6° S, 330,8° L  | 16.0          | 1976                   | Nome de uma localidade no Kansas, Estados Unidos         |
| Bjerknes    | 43,4° S, 171,4° L  | 94.0          | 1973                   | Vilhelm Bjerknes                                         |
| Bland       | 18,5° N, 108,7° L  | 7.1           | 1988                   | Nome de uma localidade no Missouri, Estados Unidos       |
| Bled        | 21,8° N, 328,5° L  | 7.8           | 1976                   | Nome de uma localidade da Eslovénia                      |
| Blitta      | 26,1° S, 339° L    | 13.6          | 1976                   | Nome de uma localidade do Togo                           |
| Blois       | 23,8° N, 304° L    | 12.5          | 1976                   | Nome de uma localidade da França                         |
| Bluff       | 23,7° N, 110° L    | 6.6           | 1976                   | Nome de uma localidade da Nova Zelândia                  |
| Boeddicker  | 15° S, 162,3° L    | 109.0         | 1973                   | Otto Boeddicker                                          |
| Bogia       | 44,3° S, 83,16° L  | 38.0          | 2008                   | Nome de uma localidade da Papua-Nova Guiné               |
| Bogra       | 24,4° S, 331,1° L  | 21.3          | 1976                   | Nome de uma localidade do Bangladesh                     |
| Bok         | 20,8° N, 328,3° L  | 7.1           | 1976                   | Nome de uma localidade da Papua-Nova Guiné               |
| Bole        | 25,6° N, 305,9° L  | 8.3           | 1976                   | Nome de uma localidade de Gana                           |
| Bombala     | 27,9° S, 106° L    | 38.1          | 1991                   | Nome de uma localidade em New South Wales, Austrália     |
| Bond        | 33,2° S, 324° L    | 110.6         | 1973                   | George Phillips Bond                                     |
| Bonestell   | 42,3° N, 329,5° L  | 42.4          | 1997                   | Chesley Bonestell                                        |
| Bonneville  | 14,6° S, 175,5° L  | 0.21          | (informal)             | Lago Bonneville                                          |
| Boola       | 81,31° N, 254,3° L | 17.0          | 2006                   | Nome de uma localidade da Guiné                          |
| Bopolu      | 2,95° S, 353,67° L | 19.3          | 14 de setembro de 2006 | Nome de uma localidade da Libéria                        |
| Bor         | 18,4° N, 326,2° L  | 4.3           | 1976                   | Nome de uma localidade da Rússia                         |
| Bordeaux    | 23,4° N, 311° L    | 1.8           | 1979                   | Bordeaux, um estado da França                            |
| Boru        | 24,6° S, 332,1° L  | 10.9          | 1976                   | Nome de uma localidade da Rússia                         |
| Bouguer     | 18,7° S, 27,2° L   | 107.0         | 1973                   | Pierre Bouguer                                           |
| Boulia      | 23,1° S, 111,2° L  | 10.5          | 1991                   | Nome de uma localidade em Queensland, na Austrália       |
| Bozkir      | 44,5° S, 327,8° L  | 84.0          | 1976                   | Nome de uma localidade da Turquia                        |
| Brashear    | 54,2° S, 240,8° L  | 79.0          | 1973                   | John Brashear                                            |
| Bremerhaven | 23,9° N, 311,3° L  | 2.5           | 1979                   | Bremerhaven, uma cidade da Alemanha                      |
| Briault     | 10,2° S, 89,6° L   | 96.6          | 1973                   | P. Briault                                               |
| Bridgetown  | 22,1° N, 312,8° L  | 1.3           | 1979                   | Bridgetown, a capital dos Barbados                       |
| Bristol     | 22,3° N, 313° L    | 3.0           | 1979                   | Bristol, uma cidade na Inglaterra, Reino Unido           |
| Broach      | 23,7° N, 303° L    | 12.0          | 1976                   | Nome de uma localidade da Índia                          |
| Bronkhorst  | 10,7° S, 304,7° L  | 17.9          | 2006                   | Nome de uma localidade da Holanda                        |
| Brush       | 21,9° N, 111,3° L  | 6.4           | 1976                   | Nome de uma localidade no Colorado, Estados Unidos       |
| Bulhar      | 50,7° N, 134,4° L  | 18.7          | 1979                   | Nome de uma localidade da Somália                        |
| Bunge       | 34,2° S, 311,3° L  | 73.7          | 1979                   | Alexander Bunge                                          |
| Burroughs   | 72,4° S, 117° L    | 125.7         | 1973                   | Edgar Rice Burroughs                                     |
| Burton      | 14,1° S, 203,6° L  | 123.0         | 1973                   | Charles E. Burton                                        |
| Buta        | 23,5° S, 327,5° L  | 11.0          | 1979                   | Nome de uma localidade da República Democrática do Congo |
| Butte       | 5,2° S, 321° L     | 13.0          | 1976                   | Nome de uma localidade em Montana, Estados Unidos        |
| Byrd        | 65,5° S, 127,8° L  | 126.8         | 1976                   | Richard E. Byrd                                          |
| Byske       | 5° S, 326° L       | 13.5          | 1976                   | Nome de uma localidade da Suécia                         |

## C
| Cratera      | Coordenadas         | Diâmetro (km) | Data da aprovação      | Nomeado após                                                  |
| ------------ | ------------------- | ------------- | ---------------------- | ------------------------------------------------------------- |
| Cádis        | 23,4° N, 310,9° L   | 1.5           | 1979                   | Cádis, uma cidade em Espanha                                  |
| Cairns       | 23,8° N, 312,5° L   | 8.6           | 1976                   | Nome de uma localidade em Queensland, na Austrália            |
| Calahorra    | 26,7° N, 321,3° L   | 35.2          | 1997                   | Nome de uma localidade da Espanha                             |
| Calamar      | 18,5° N, 305° L     | 7.2           | 1988                   | Nome de uma localidade da Colômbia                            |
| Calbe        | 25,4° S, 331,1° L   | 13.3          | 1976                   | Nome de uma localidade da Alemanha                            |
| Camargo      | 17,9° N, 109,6° L   | 4.7           | 1988                   | Nome de uma localidade da Bolívia                             |
| Camiling     | 0,8° S, 321,9° L    | 22.5          | 1976                   | Nome de uma localidade nas Filipinas                          |
| Camiri       | 45° S, 317,8° L     | 26.4          | 1976                   | Nome de uma localidade da Bolívia                             |
| Campbell     | 54,7° S, 165,4° L   | 129.0         | 1973                   | John W. Campbell e William Wallace Campbell                   |
| Campos       | 22° S, 332,1° L     | 8.1           | 1976                   | Nome de uma localidade do Brasil                              |
| Can          | 48,5° N, 345,3° L   | 8.4           | 1976                   | Nome de uma localidade da Turquia                             |
| Canala       | 24,61° N, 279,91° L | 12            | 2011                   | Nome de uma localidade da Nova Caledónia                      |
| Cañas        | 31,5° S, 89,7° L    | 42.0          | 1991                   | Nome de uma localidade de Puerto Rico                         |
| Canaveral    | 47,1° N, 135,8° L   | 3.3           | 1979                   | Cabo Canaveral, Florida, Estados Unidos                       |
| Canberra     | 47,5° N, 132,6° L   | 3.0           | 1979                   | Canberra, a capital da Austrália                              |
| Cangwu       | 42,2° N, 270,3° L   | 14.0          | 1991                   | Nome de uma localidade da China                               |
| Canillo      | 10,23° N, 116,39° L | 35.0          | 2009                   | Nome de uma localidade de Andorra                             |
| Canso        | 21,6° N, 299,3° L   | 27.4          | 1988                   | Nome de uma localidade na Nova Escócia, no Canadá             |
| Cantoura     | 15° N, 308,2° L     | 51.4          | 1988                   | Nome de uma localidade da Venezuela                           |
| Cankuzo      | 19,4° S, 51,99° L   | 51.0          | 2010                   | Nome de uma localidade do Burundi                             |
| Capen        | 6,57° N, 14,27° L   | 70.0          | 2008                   | Charles F. Capen                                              |
| Cartago      | 23,5° S, 342° L     | 37.5          | 1976                   | Nome de uma localidade da Costa Rica                          |
| Cassini      | 23,8° N, 31,8° L    | 412.0         | 1973                   | Giovanni Cassini                                              |
| Castril      | 14,7° S, 175,2° L   | 2.2           | 2006                   | Nome de uma localidade da Espanha                             |
| Cave         | 21,8° N, 324,3° L   | 8.4           | 1976                   | Nome de uma localidade da Nova Zelândia                       |
| Caxias       | 29,3° S, 259,2° L   | 25.4          | 1991                   | Nome de uma localidade do Brasil                              |
| Cefalù       | 23,63° N, 321,03° L | 5.3           | 14 de setembro de 2006 | Nome de uma localidade da Itália                              |
| Cerulli      | 32,5° N, 22,1° L    | 130.0         | 1973                   | Vincenzo Cerulli                                              |
| Chafe        | 15,3° N, 102,3° L   | 4.8           | 1988                   | Nome de uma localidade da Nigéria                             |
| Chaman       | 61,11° S, 50,87° L  | 48.1          | 14 de dezembro de 2006 | Nome de uma localidade do Paquistão                           |
| Chamberlin   | 66,1° S, 235,5° L   | 120.4         | 1973                   | Thomas Chamberlin                                             |
| Changsvông   | 23,7° N, 302,6° L   | 35.0          | 1976                   | Nome de uma localidade da Coreia                              |
| Chapais      | 22,6° S, 339,4° L   | 37.4          | 1976                   | Nome de uma localidade no Quebeque, Canadá                    |
| Charleston   | 22,9° N, 312,1° L   | 1.5           | 1979                   | Nome de uma localidade na Carolina do Sul, nos Estados Unidos |
| Charlier     | 68,7° S, 191,3° L   | 113.1         | 1973                   | Carl Charlier                                                 |
| Charlieu     | 38,5° N, 275,9° L   | 19.1          | 1991                   | Nome de uma localidade da França                              |
| Chatturat    | 35,7° N, 264,9° L   | 8.2           | 1991                   | Nome de uma localidade da Tailândia                           |
| Chauk        | 23,6° N, 304° L     | 10.0          | 1976                   | Nome de uma localidade da Birmânia                            |
| Cheb         | 24,4° S, 340,5° L   | 8.3           | 1976                   | Nome de uma localidade da República Checa                     |
| Chefu        | 23,1° S, 112,1° L   | 11.5          | 1991                   | Nome de uma localidade de Moçambique                          |
| Chekalin     | 24,5° S, 333,1° L   | 89.3          | 1976                   | Nome de uma localidade do Turcomenistão                       |
| Chia         | 1,6° N, 300,2° L    | 96.0          | 1985                   | Nome de uma localidade da Espanha                             |
| Chimbote     | 1,5° S, 320,2° L    | 67.2          | 1976                   | Nome de uma localidade do Peru                                |
| Chincoteague | 41,5° N, 124° L     | 37.0          | 1979                   | Chincoteague, uma localidade em Virginia, nos Estados Unidos  |
| Chinju       | 4,6° S, 317,8° L    | 66.6          | 1976                   | Nome de uma localidade da Coreia do Sul                       |
| Chinook      | 22,7° N, 304,5° L   | 20.0          | 1976                   | Nome de uma localidade em Alberta, no Canadá                  |
| Chive        | 21,9° N, 303,9° L   | 9.0           | 1976                   | Nome de uma localidade na Bolívia                             |
| Choctaw      | 41,5° S, 322,7° L   | 23.8          | 1976                   | Nome de uma localidade em Ohio, nos Estados Unidos            |
| Chom         | 38,9° N, 357,4° L   | 5.5           | 1976                   | Nome de uma localidade no Tibete, na China                    |
| Chupadero    | 6,15° N, 83,35° L   | 8.0           | 14 de setembro de 2006 | Nome de uma localidade em Novo México, nos Estados Unidos     |
| Chur         | 17,1° N, 330,6° L   | 4.3           | 1976                   | Nome de uma localidade da Rússia                              |
| Circle       | 22,4° S, 334,4° L   | 11.5          | 1976                   | Nome de uma localidade em Montana, Estados Unidos             |
| Clark        | 55,6° S, 226,6° L   | 98.0          | 1973                   | Alvan Clark                                                   |
| Clogh        | 20,8° N, 312,2° L   | 11.1          | 1976                   | Nome de uma localidade na Irlanda                             |
| Clova        | 21,7° N, 307,9° L   | 7.7           | 1988                   | Nome de uma localidade em Quebeque, no Canadá                 |
| Cluny        | 24,1° S, 332,6° L   | 14.8          | 1976                   | Nome de uma localidade na França                              |
| Cobalt       | 26° S, 332,9° L     | 11.5          | 1976                   | Nome de uma localidade em Connecticut, nos Estados Unidos     |
| Coblentz     | 55,3° S, 269,7° L   | 112.0         | 1973                   | William Coblentz                                              |
| Cobres       | 11,8° S, 206,2° L   | 94.0          | 1985                   | Nome de uma localidade na Argentina                           |
| Coimbra      | 4,15° N, 354,65° L  | 34.7          | 2008                   | Coimbra, uma cidade de Portugal                               |
| Cólon        | 23° N, 312,8° L     | 2.0           | 1979                   | Nome de uma localidade do Panamá                              |
| Columbus     | 29,8° S, 193,9° L   | 119.0         | 1976                   | Christopher Columbus                                          |
| Comas Sola   | 19,9° S, 201,5° L   | 127.0         | 1973                   | Josep Comas Solà                                              |
| Conches      | 4,3° S, 325,7° L    | 21.2          | 1976                   | Nome de uma localidade da França                              |
| Concord      | 16,7° N, 325,9° L   | 20.7          | 1976                   | Nome de uma localidade em Massachusetts, nos Estados Unidos   |
| Cooma        | 24° S, 251,6° L     | 17.3          | 1991                   | Nome de uma localidade em Nova Gales do Sul, na Austrália     |
| Copernicus   | 49,2° S, 190,8° L   | 294.0         | 1973                   | Nicolau Copérnico                                             |
| Corby        | 43,2° N, 137,5° L   | 6.7           | 1979                   | Nome de uma localidade em Inglaterra, no Reino Unido          |
| Corinto      | 16,93° N, 141,61° L | 13.5          | 2008                   | Nome de uma localidade em El Salvador                         |
| Cost         | 15,2° N, 104° L     | 11.6          | 1976                   | Nome de uma localidade no Texas, nos Estados Unidos           |
| Cray         | 44,4° N, 343,8° L   | 7.2           | 1976                   | Nome de uma localidade em Inglaterra, no Reino Unido          |
| Creel        | 6,1° S, 321,1° L    | 9.3           | 1976                   | Nome de uma localidade no México                              |
| Crewe        | 25,1° S, 340,4° L   | 3.6           | 1976                   | Nome de uma localidade em Inglaterra, no Reino Unido          |
| Crivitz      | 14,7° S, 174,7° L   | 6.1           | 2003                   | Nome de uma localidade da Alemanha                            |
| Crommelin    | 5,1° N, 349,8° L    | 113.9         | 1973                   | Andrew Crommelin                                              |
| Cross        | 30,23° S, 202,21° L | 67.5          | 2009                   | Charles Arthur Cross                                          |
| Crotone      | 82,3° N, 290,1° L   | 6.4           | 2006                   | Nome de uma localidade da Itália                              |
| Cruls        | 43,3° S, 162,9° L   | 88.0          | 1973                   | Luis Cruls                                                    |
| Cruz         | 38,8° N, 357,9° L   | 5.4           | 1976                   | Nome de uma localidade da Venezuela                           |
| Cue          | 36,1° S, 93,1° L    | 10.7          | 1991                   | Nome de uma localidade na Austrália Ocidental, na Austrália   |
| Culter       | 8,84° S, 306,01° L  | 4.6           | 2006                   | Nome de uma localidade na Escócia, no Reino Unido             |
| Curie        | 29,1° N, 355,2° L   | 114.1         | 1973                   | Pierre Curie                                                  |
| Cypress      | 47,6° S, 312,6° L   | 14.2          | 1976                   | Nome de uma localidade em Illinois, nos Estados Unidos        |

## D
| Cratera        | Coordenadas         | Diâmetro (km) | Data de aprovação      | Nomeado após                                            |
| -------------- | ------------------- | ------------- | ---------------------- | ------------------------------------------------------- |
| Da Vinci       | 1,4° N, 320,6° L    | 100.2         | 1973                   | Leonardo da Vinci                                       |
| Daan           | 40,8° S, 91,5° L    | 12.5          | 1991                   | Nome de uma localidade da China                         |
| Daet           | 7,4° S, 318,2° L    | 10.5          | 1976                   | Nome de uma localidade nas Filipinas                    |
| Daly           | 66,5° S, 336,9° L   | 90.5          | 1973                   | Reginald Aldworth Daly                                  |
| Dana           | 72,7° S, 327,2° L   | 91.7          | 1973                   | James Dwight Dana                                       |
| Danielson      | 7,93° N, 352,89° L  | 66.7          | 2009                   | G. Edward Danielson                                     |
| Dank           | 22,2° N, 106,9° L   | 8.7           | 1976                   | Nome de uma localidade em Omã                           |
| Darvel         | 18° N, 308,9° L     | 22.0          | 1988                   | Nome de uma localidade da Escócia, no Reino Unido       |
| Darwin         | 57,3° S, 340,5° L   | 178.0         | 1973                   | Charles Darwin and George Darwin                        |
| Davies         | 46° N, 0° L         | 49.2          | 2006                   | Merton Davies                                           |
| Dawes          | 9,3° S, 38° L       | 191.0         | 1973                   | William Rutter Dawes                                    |
| de Vaucouleurs | 13,5° S, 170,9° L   | 293.0         | 2000                   | Gérard de Vaucouleurs                                   |
| Deba           | 24,2° S, 342,6° L   | 10.3          | 1976                   | Nome de uma localidade da Nigéria                       |
| Dein           | 38,5° N, 357,4° L   | 26.0          | 1976                   | Nome de uma localidade da Papua-Nova Guiné              |
| Dejnev         | 25,5° S, 195,2° L   | 156.0         | 1985                   | Semyon Dezhnev                                          |
| Delta          | 46,3° S, 320,8° L   | 8.1           | 1976                   | Nome de uma localidade em Louisiana, nos Estados Unidos |
| Denning        | 17,7° S, 33,4° L    | 165.0         | 1973                   | William Frederick Denning                               |
| Dersu          | 22,9° N, 308° L     | 6.6           | 1988                   | Nome de uma localidade da Rússia                        |
| Dese           | 45,8° S, 329,3° L   | 13.7          | 1976                   | Nome de uma localidade da Etiópia                       |
| Dessau         | 80,72° S, 70,2° L   | 27.0          | 2006                   | Nome de uma localidade da Alemanha                      |
| Deseado        | 80,61° S, 70,2° L   | 10.2          | 1976                   | Nome de uma localidade da Argentina                     |
| Dia-Cau        | 0,4° S, 317,3° L    | 29.7          | 1976                   | Nome de uma localidade do Vietname                      |
| Dilly          | 13,24° N, 157,1° L  | 1.3           | 2006                   | Nome de uma localidade do Mali                          |
| Dingo          | 24° S, 342,5° L     | 16.0          | 1976                   | Nome de uma localidade em Queensland, na Austrália      |
| Dinorwic       | 30,4° S, 258,4° L   | 55.8          | 1991                   | Nome de uma localidade em Ontário, no Canadá            |
| Dison          | 25,3° S, 343,5° L   | 21.0          | 1976                   | Nome de uma localidade da Bélgica                       |
| Dixie          | 17,9° N, 304° L     | 28.7          | 1988                   | Nome de uma localidade em Georgia, nos Estados Unidos   |
| Doba           | 10,91° N, 119,54° L | 26.3          | 2009                   | Nome de uma localidade no Chade                         |
| Dogana         | 10,12° S, 306,35° L | 41.2          | 2011                   | Nome de uma localidade em San Marino                    |
| Dokka          | 77,27° N, 214,18° L | 52.5          | 2006                   | Nome de uma localidade da Noruega                       |
| Dokuchaev      | 61° S, 232,8° L     | 78.0          | 1982                   | Vasily Dokuchaev                                        |
| Doon           | 23,8° N, 109,4° L   | 3.7           | 1988                   | Nome de uma localidade em Ontário, no Canadá            |
| Douglass       | 51,8° S, 289,4° L   | 94.0          | 1973                   | Andrew E. Douglass                                      |
| Dowa           | 31,67° S, 110,14° L | 42.0          | 2010                   | Nome de uma localidade no Malawi                        |
| Downe          | 16,1° S, 175,7° L   | 28.0          | 2003                   | Nome de uma localidade da Inglaterra, no Reino Unido    |
| Dromore        | 20,1° N, 310,3° L   | 14.8          | 1976                   | Nome de uma localidade da Irlanda                       |
| Du Martheray   | 5,5° N, 93,5° L     | 102.0         | 1973                   | Maurice du Martheray                                    |
| Du Toit        | 71,8° S, 310,4° L   | 83.0          | 1973                   | Alexander du Toit                                       |
| Dubki          | 35,3° S, 304,7° L   | 9.0           | 1979                   | Nome de uma localidade da Rússia                        |
| Dulovo         | 3,66° N, 84,5° L    | 18.8          | 14 de setembro de 2006 | Nome de uma localidade da Bulgária                      |
| Dunhuang       | 81° S, 311,5° L     | 12.1          | 1991                   | Nome de uma localidade da China                         |
| Dush           | 22,7° N, 305,9° L   | 2.5           | 1988                   | Nome de uma localidade do Egipto                        |
| Dzeng          | 80,7° S, 289,6° L   | 10.6          | 1991                   | Nome de uma localidade dos Camarões                     |

## E
| Cratera    | Coordenadas        | Diâmetro (km) | Data de aprovação      | Nomeado após                                           |
| ---------- | ------------------ | ------------- | ---------------------- | ------------------------------------------------------ |
| Eads       | 28,8° S, 330° L    | 2.3           | 1976                   | Nome de uma localidade em Colorado, nos Estados Unidos |
| Eagle      | 44,2° N, 351,8° L  | 13.0          | 1976                   | Nome de uma localidade em Idaho, nos Estados Unidos    |
| Eagle      | 1,9° S, 354,5° L   | 0.03          | (informal)             | Sonda espacial Eagle, Apollo 11                        |
| Eberswalde | 24° S, 326,7° L    | 65.3          | 2006                   | Nome de uma localidade da Alemanha                     |
| Echt       | 22,2° S, 331,8° L  | 1.1           | 1976                   | Nome de uma localidade da Escócia, no Reino Unido      |
| Edam       | 26,5° S, 339,9° L  | 20.2          | 1976                   | Nome de uma localidade da Holanda                      |
| Eddie      | 12,4° N, 142,1° L  | 89.0          | 1973                   | Lindsay Eddie                                          |
| Eger       | 48,6° S, 308,1° L  | 13.0          | 1976                   | Nome de uma localidade da Hungria                      |
| Ehden      | 8,2° N, 118,9° L   | 57.7          | 2009                   | Nome de uma localidade do Libano                       |
| Eil        | 42,1° N, 350,2° L  | 5.7           | 1976                   | Nome de uma localidade da Somália                      |
| Eilat      | 56,51° S, 50,12° L | 31.7          | 14 de dezembro de 2006 | Nome de uma localidade de Israel                       |
| Ejriksson  | 19,4° S, 186,1° L  | 49.0          | 1967                   | Leif Ericson                                           |
| Elath      | 46,2° N, 346,3° L  | 13.2          | 1976                   | Nome de uma localidade de Israel                       |
| Elim       | 80,21° S, 96,79° L | 43.0          | 2006                   | Nome de uma localidade da África do Sul                |
| Ellsley    | 36,6° N, 276,6° L  | 11.1          | 1991                   | Nome de uma localidade de Inglaterra, no Reino Unido   |
| Elorza     | 8,74° S, 304,7° L  | 47.0          | 2006                   | Nome de uma localidade da Venezuela                    |
| Ely        | 23,9° S, 332,6° L  | 10.3          | 1976                   | Nome de uma localidade em Nevada, nos Estados Unidos   |
| Emma Dean  | 2° S, 354,5° L     | 0.10          | (informal)             | John Powell's Boat, USA                                |
| Endeavour  | 2,28° S, 354,77° L | 22.5          | 2008                   | Nome de uma localidade em Saskatchewan, no Canadá      |
| Endurance  | 1,9° S, 354,5° L   | 0.13          | (informal)             | HMS Endurance                                          |
| Erebus     | 2,1° S, 354,5° L   | 0.13          | (informal)             | HMS Erebus                                             |
| Escalante  | 0,2° N, 115,3° L   | 79.3          | 1973                   | F. Escalante                                           |
| Escorial   | 77° N, 304,6° L    | 22.7          | 1991                   | Nome de uma localidade da Espanha                      |
| Esk        | 45,6° N, 352,9° L  | 3.9           | 1976                   | Nome de uma localidade de Queensland, na Austrália     |
| Espino     | 19,9° S, 110,2° L  | 12.0          | 1991                   | Nome de uma localidade da Venezuela                    |
| Eudoxus    | 44,9° S, 212,5° L  | 98.0          | 1973                   | Eudoxus of Cnidus                                      |
| Evpatoriya | 47,3° N, 134,4° L  | 1.0           | 1979                   | Nome de uma localidade da Crimeia, na Ucrânia          |

## F
| Cratera     | Coordenadas        | Diâmetro (km) | Data de aprovação | Nomeado após                                                |
| ----------- | ------------------ | ------------- | ----------------- | ----------------------------------------------------------- |
| Faith       | 43,3° N, 348,1° L  | 5.8           | 1976              | Nome de uma localidade da Dakota do Sul, nos Estados Unidos |
| Falun       | 24,2° S, 335,3° L  | 10.2          | 1976              | Nome de uma localidade da Suécia                            |
| Faqu        | 24,8° S, 106,2° L  | 12.4          | 1991              | Nome de uma localidade da Jordânia                          |
| Fastov      | 25,3° S, 339,6° L  | 10.3          | 1976              | Nome de uma localidade da Ucrânia                           |
| Fenagh      | 34,6° N, 144,3° L  | 6.3           | 1991              | Nome de uma localidade da Irlanda                           |
| Fesenkov    | 21,8° N, 273,3° L  | 87.0          | 1973              | Vasily Fesenkov                                             |
| Firsoff     | 2,66° N, 350,58° L | 90            | 2010              | Axel Firsoff                                                |
| Fitzroy     | 35,68° S, 112° L   | 38.0          | 2010              | Nome de uma localidade das Malvinas                         |
| Flammarion  | 25,4° N, 48,2° L   | 173.0         | 1973              | Camille Flammarion                                          |
| Flat        | 25,7° S, 340,4° L  | 2.5           | 1976              | Nome de uma localidade em Alabama, nos Estados Unidos       |
| Flaugergues | 17° S, 19,2° L     | 245.0         | 1973              | Honoré Flaugergues                                          |
| Floq        | 15,1° N, 107,1° L  | 2.2           | 1988              | Nome de uma localidade na Albânia                           |
| Flora       | 45° S, 308,5° L    | 19.0          | 1976              | Nome de uma localidade de Mississippi, nos Estados Unidos   |
| Focas       | 33,9° N, 12,7° L   | 76.5          | 1973              | Jean Focas                                                  |
| Fontana     | 63,2° S, 287,8° L  | 80.0          | 1973              | Francesco Fontana                                           |
| Foros       | 33,7° S, 332,1° L  | 24.5          | 1979              | Nome de uma localidade da Ucrânia                           |
| Fournier    | 4,4° S, 72,6° L    | 118.0         | 1973              | Georges Fournier                                            |
| Fram        | 1,9° S, 354,5° L   | 0.01          | (informal)        | Fram                                                        |
| Freedom     | 43,7° N, 350,9° L  | 12.9          | 1976              | Nome de uma localidade de Oklahoma, nos Estados Unidos      |
| Funchal     | 23,2° N, 310,5° L  | 1.7           | 1979              | Funchal, a capital da Madeira                               |

## G
| Cratera   | Coordenadas         | Diâmetro (km) | Data de aprovação | Nomeado após                                                       |
| --------- | ------------------- | ------------- | ----------------- | ------------------------------------------------------------------ |
| Gaan      | 39° N, 356,5° L     | 2.8           | 1976              | Nome de uma localidade da Somália                                  |
| Gagra     | 20,9° S, 337,8° L   | 13.3          | 1976              | Nome de uma localidade da Geórgia                                  |
| Gah       | 45° S, 327,3° L     | 2.7           | 1976              | Nome de uma localidade da Indonésia                                |
| Galap     | 37,67° S, 192,81° L | 5.9           | 2009              | Nome de uma localidade do Palau                                    |
| Galdakao  | 13,5° S, 176,5° L   | 35.0          | 2003              | Nome de uma localidade no País Basco, na Espanha                   |
| Gale      | 5,5° S, 137,7° L    | 155.3         | 1991              | Walter Gale                                                        |
| Gali      | 44,1° S, 322,8° L   | 26.4          | 1976              | Nome de uma localidade da Geórgia                                  |
| Galilaei  | 5,7° N, 333° L      | 137.3         | 1973              | Galileo Galilei                                                    |
| Galle     | 51,2° S, 329,1° L   | 230.0         | 1973              | Johann Gottfried Galle                                             |
| Galu      | 22,3° S, 338,3° L   | 12.5          | 1976              | Nome de uma localidade da República Democrática do Congo           |
| Gamboa    | 40,77° N, 315,57° L | 33.0          | 2006              | Nome de uma localidade do Panamá                                   |
| Gander    | 31,5° S, 94,1° L    | 38.0          | 1991              | Nome de uma localidade em Terra Nova e Labrador, no Canadá         |
| Gandu     | 45,7° S, 312,7° L   | 8.8           | 1976              | Nome de uma localidade do Brasil                                   |
| Gandzani  | 34,5° N, 269° L     | 54.8          | 1991              | Nome de uma localidade da Geórgia                                  |
| Gardo     | 26,9° S, 335,2° L   | 17.2          | 1976              | Nome de uma localidade da Somália                                  |
| Gari      | 36,2° S, 288,7° L   | 9.4           | 1979              | Nome de uma localidade da Rússia                                   |
| Garm      | 48,6° N, 350,9° L   | 5.0           | 1976              | Nome de uma localidade do Tajiquistão                              |
| Gasa      | 35,68° S, 129,28° L | 6.5           | 2009              | Nome de uma localidade do Butão                                    |
| Gastre    | 24,9° N, 112,5° L   | 7.0           | 1976              | Nome de uma localidade da Argentina                                |
| Gatico    | 21,2° S, 339,1° L   | 18.0          | 1976              | Nome de uma localidade do Chile                                    |
| Gilbert   | 68,2° S, 86,3° L    | 126.4         | 1973              | Grove Karl Gilbert                                                 |
| Gill      | 15,9° N, 5,4° L     | 83.0          | 1973              | David Gill                                                         |
| Glazov    | 20,8° S, 333,4° L   | 24.7          | 1976              | Nome de uma localidade da Rússia                                   |
| Gledhill  | 53,5° S, 87° L      | 82.5          | 1973              | Joseph Gledhill                                                    |
| Glendore  | 18,5° N, 308,2° L   | 8.0           | 1988              | Nome de uma localidade da Irlanda                                  |
| Glide     | 8,2° S, 316,8° L    | 10.5          | 1976              | Nome de uma localidade do Oregon, nos Estados Unidos               |
| Globe     | 23,9° S, 332,6° L   | 51.7          | 1976              | Nome de uma localidade do Arizona, nos Estados Unidos              |
| Goba      | 23,5° S, 338,9° L   | 10.8          | 1976              | Nome de uma localidade da Etiópia                                  |
| Goff      | 23,5° N, 104,8° L   | 7.9           | 1976              | Nome de uma localidade da Somália                                  |
| Gol       | 47,5° N, 349,3° L   | 9.6           | 1976              | Nome de uma localidade da Noruega                                  |
| Gold      | 20,2° N, 328,7° L   | 9.0           | 1976              | Nome de uma localidade da Pennsylvania, nos Estados Unidos         |
| Golden    | 22,2° S, 326,5° L   | 20.2          | 1976              | Nome de uma localidade do Illinois, nos Estados Unidos             |
| Goldstone | 48° N, 134,5° L     | 1.0           | 1979              | Observatório Goldstone, situado na Califórnia, nos Estados Unidos  |
| Gori      | 23,2° S, 331,1° L   | 6.2           | 1979              | Nome de uma localidade da Geórgia                                  |
| Graff     | 21,4° S, 153,7° L   | 158.0         | 1973              | Kasimir Graff                                                      |
| Gratteri  | 17,71° S, 199,82° L | 7.3           | 2006              | Nome de uma localidade da ilha de Sicília, que faz parte da Itália |
| Green     | 52,7° S, 351,6° L   | 184.0         | 1973              | Nathaniel E. Green                                                 |
| Greg      | 38,61° S, 112,81° L | 68.0          | 2010              | Percy Greg                                                         |
| Grindavik | 25,39° N, 320,93° L | 12.0          | 2006              | Nome de uma localidade da Islândia                                 |
| Grójec    | 21,7° S, 329,1° L   | 38.5          | 1976              | Nome de uma localidade da Polónia                                  |
| Groves    | 4,1° S, 315,4° L    | 11.2          | 1976              | Nome de uma localidade do Texas, nos Estados Unidos                |
| Guaymas   | 25,9° N, 314,9° L   | 20.0          | 1976              | Nome de uma localidade do México                                   |
| Guir      | 21,8° S, 339,5° L   | 18.9          | 1976              | Nome de uma localidade do Mali                                     |
| Gulch     | 16° N, 108,9° L     | 8.2           | 1976              | Nome de uma localidade da Etiópia                                  |
| Gunnison  | 44° S, 102,8° L     | 40.8          | 2003              | Nome de uma localidade do Colorado, nos Estados Unidos             |
| Gusev     | 14,7° S, 175,4° L   | 166.0         | 1976              | Matvey Gusev                                                       |
| Gwash     | 39,3° N, 356,8° L   | 4.7           | 1976              | Nome de uma localidade do Paquistão                                |